# Mycena amicta
Mycena amicta é uma espécie de cogumelo da família Mycenaceae que pode ser encontrada na Califórnia.